# Alversunds kommun
Alversunds kommun (norska: Alversund kommune) var en kommun i Hordaland fylke i västra Norge. Byn Alversund utgjorde kommunens centralort.

## Administrativ historik
Alversunds kommun upprättades den 1 januari 1885 genom utbrytning ur Hamre kommun (Hammers kommun). Kommunen omfattade då ett område i de mellersta och södra delarna av nuvarande Alvers kommun samt ett mindre område i den norra delen av nuvarande Askøy kommun och hade 2 793 invånare vid upprättandet.
Den 1 januari 1904 överfördes ett bebott område (med 32 invånare) från Askøy kommun till Alversunds kommun.
Den 15 oktober 1923 bröts Melands kommun ut ur kommunen som då minskade från 3 487 invånare före delningen till 1 771 invånare efter. Den återstående delen omfattade ett område i den mellersta delen av nuvarande Alvers kommun.
Den 1 januari 1964 gick Alversunds kommun, tillsammans med delar av kommunerna Hamre, Hosanger, Modalen och Sæbø, upp i Lindås kommun (sedan den 1 januari 2020 en del av Alvers kommun). Kommunens hade då 2 099 invånare.